# Vologases II

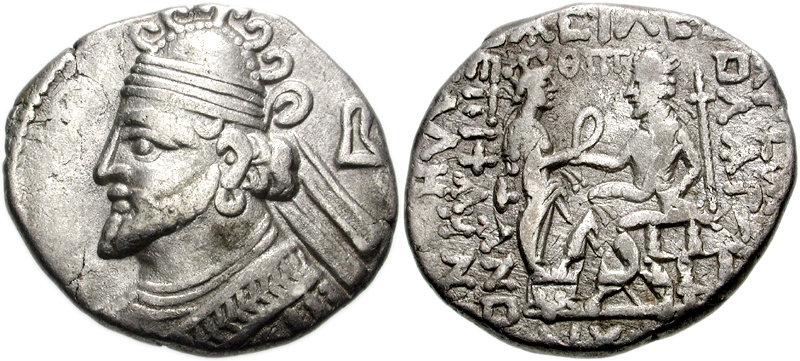
Munten met Vologases II

Vologases II (ook wel gespeld als Vologaeses of Vologeses en in Perzisch als Valakhs) was een tegenkoning van de Parthen van circa 77 tot 80. Het is niet duidelijk of het begin van zijn regering nog samenvalt met het laatste regeringsjaar van Vologases I (zijn vader), of dat hij de macht greep na diens dood. Vologases II liet zijn munten slaan in Seleucia, dat kennelijk zijn machtscentrum was. Er zijn van hem geen munten van na 80 bekend, zodat we kunnen concluderen dat hij rond deze tijd verdreven is door Pacorus II, de opvolger van Vologases I.
De inval van de Alanen waartegen de Parthen zich nauwelijks tegen hadden kunnen weren kwam in zijn tijd tot een eind.